# شهرستان ساه
ناحیهٔ ساه (به عربی: مدیریة ساه) یک ناحیه در یمن است که در استان حضرموت واقع شده‌است.
ناحیهٔ ساه  ۲۴٬۱۴۶ نفر جمعیت دارد.